# Stromp László
Stromp László (Rozsnyó, 1860. február 27. – Pozsony, 1907. május 12.) evangélikus teológiai tanár, pedagógiai szakíró, egyházi író.

## Élete
Tanult Rozsnyón és a középiskolai tanfolyam befejezése után 1878-ban a budapesti egyetemen jogásznak iratkozott be, de bölcseletet is tanult és egyéves önkéntes is volt. 1881-ben Pozsonyba ment, ahol az evangélikus teológiát hallgatta. 1885-ben papjelölti vizsgát tett; a hallei egyetemen két szemesztert töltött. Hospitált Lipcsében, Berlinben és Jénában. 1887-ben Pozsonyba került az evangélikus teológiai akadémiához magántanárnak. 1894-ben rendkívüli, 1896-tól a bölcselet és neveléstan rendes tanára volt a teológiai akadémián Pozsonyban. A pozsonyi Kossuth Lajos-kör ügyvezető elnöke is volt.

## Írásai
Cikkei a Protestáns Egyházi és Iskolai Lapban (1886. A hallei magyar könyvtár. A rozsnyói egyház 100 éves jubileuma, 1897. Apróságok Melanchtonról); a Prot. Szemlében (1897. Emlékezés Melanchton Fülöpre, 1898. A philosophia a protestáns theologiában, Apáczai Cseri János, 1899. Schleiermacher beszédei a vallásról, 1900. A vallás eredő forrása, Comenius sárospataki beköszöntője); a Prot. Estékben (Orosháza I. II. k. 1897., 1899. A régi Egyptom vallása, Sokrates, Költözés más világba); az Ev. Egyház és Iskolában (1899. Sokrates); az Athenaeumban (1901. Rousseau ethikája és paedagogiája); a Budapesti Szemlében (1902. Könyvism., 1903. CXV. k. A nő eszménye és a modern dráma); több czikket írt A Mi Otthonunk cz. hetilapba, melynek egyik szerkesztője volt.

## Munkái
- Somogyi Péter fogsága. Kép a protestantismusnak Oláh Miklós esztergomi érsek alatt szenvedett üldöztetése idejéből. Pozsony, 1891. (Ism. Prot. Közlöny 11. sz.)
- A János-evangelium világnézete. Budapest, 1891.
- A vágsellyei iskolamester. Pozsony, 1894.
- II. Pilarik István élete. Budapest, 1895. (Különny. a Prot. Szemle 1894. évf.-ból.)
- A millenniumi imák a Pöstyén fürdőben tartott istentiszteleten. Pozsony, 1896.
- Praeceptor Germaniae, neveléstörténeti tanulmány a Melanchton-jubileum alkalmából. Pozsony, 1897. (Különny. a Prot. Szemléből.)
- Apáczai Cseri János mint paedagogus. Neveléstörténeti tanulmány. Pozsony, 1898. (Különny. az Athenaeumból. Ism. Prot. Szemle 1898. Revue Critique 1898. 43. sz.)
- Gusztáv Adolf élete. Dr. Kaiser Pál lipcsei lelkész munkája alapján. Pozsony, 1899.
- Konfirmácziói oktatásügyünk reformjához. Pozsony, 1899.
- Magyar protestáns történeti adattár. Kiadja a m. prot. irod. társaság II-IV. Budapest, 1903-1905.
- Apáczai Cseri László, egy csángó fiú története. Budapest, 1905. (Egyházunk Nagyjai II.)